# Brighton & Hove Albion WFC
Brighton & Hove Albion is een Engelse vrouwenvoetbalclub uit Brighton. Het is de vrouwenafdeling van de Engelse club Brighton & Hove Albion FC en komt uit in de Super League.

## Historie
De club werd in 1967 opgericht als Brighton GPO. Ze waren één van de eerste clubs die uitkwam in de Sussex Martlet Women's League. Deze competitie zou later bekendstaan als de South East Counties Women's Football League. In 1969 werd eveneens de Women's Football Association opgericht. Het eerste succes had de club in het seizoen 1975/76 toen het de halve finale van de FA Cup wist te behalen. Vanaf het seizoen 1991/92 werd Brighton GPO overgenomen door de mannenafdeling. De laatste drie wedstrijden werden gespeeld tegen Milton Keynes, Horsham en Whitehawk op Goldstone Ground.
In 2015 maakte de club een doorstart. Het stelde een vijfjarenplan op waarin het promotie voor de Super League en kwalificatie voor de Champions League hoopte te behalen. In het eerste seizoen liep Brighton & Hove Albion nipt promotie naar de Super League mis door in de play-offs te verliezen van Portsmouth FC. In het seizoen 2015/16 wist de club alsnog promotie af te dwingen. Drie seizoenen later voegde de club zich in een nieuwe opzet van de Super League nadat een aanvraag hiervoor door de FA werd goedgekeurd. Haar thuiswedstrijden ging Brighton & Hove Albion vanaf dat moment afwerken in Broadfield Stadium.
In het eerste seizoen in de Super League eindigde Brighton & Hove Albion op de negende plaats, wat voldoende was voor handhaving. Het team onder leiding van Hope Powell wist vier van de twintig wedstrijden in winst om te zetten. Ellie Brazil werd topscoorster met vier doelpunten. Brighton & Hove Albion eerste overwinning was in een thuiswedstrijd tegen Yeovil Town. In het seizoen 2019/20, dat afgelast werd door de coronapandemie eindigde Brighton & Hove Albion opnieuw op de negende plaats. Aileen Whelan werd clubtopscorer met vijf doelpunten. De club wist gelijk te spelen tegen de latere kampioen Chelsea FC, wat zij als enige van drie clubs dat seizoen maar lukte. In het seizoen 2020/21 leidde Powell Brighton naar een zesde plaats, de hoogste positie die de club ooit behaalde in de Super League. Vooral op het einde van het seizoen was Brighton op dreef en werd onder andere regerend landskampioen Chelsea, na 33 wedstrijden ongeslagen te zijn, door Brighton met 2-1 verslagen. De Nederlandse Inessa Kaagman werd clubtopscorer met negen doelpunten.

## Selectie
Bijgewerkt tot  8 juli 2024
| Nr.           | Nat.                      | Naam                | Vorige club         |
| ------------- | ------------------------- | ------------------- | ------------------- |
| Keepers       |                           |                     |                     |
| 1             | Vlag van Duitsland        | Melina Loeck        | Kristianstad FC     |
| 32            | Vlag van Engeland         | Sophie Baggaley     | Manchester United   |
| 40            | Vlag van Engeland         | Katie Startup       | Manchester City     |
| Verdedigers   |                           |                     |                     |
| 2             | Vlag van Noorwegen        | Maria Thorisdottir  | Manchester United   |
| 3             | Vlag van Engeland         | Poppy Pattinson     | Everton WFC         |
| 5             | Vlag van Noorwegen        | Guro Bergsvand      | SK Brann            |
| 14            | Vlag van Colombia         | Jorelyn Carabali    | Atletico-MG         |
| 26            | Vlag van Engeland         | Li Mengwen          | Paris Saint-Germain |
| 33            | Vlag van Australië        | Charlize Rule       | Sydney FC           |
| ?             | Vlag van Nederland        | Marisa Olislagers   | FC Twente           |
| ?             | Vlag van Nederland        | Marit Auée          | FC Twente           |
| Middenvelders |                           |                     |                     |
| 6             | Vlag van Spanje           | Vicky Losada        | AS Roma             |
| 12            | Vlag van Engeland         | Libby Bance         | Rangers FC          |
| 18            | Vlag van Engeland         | Maisie Symonds      | Jeugd               |
| 20            | Vlag van Servië           | Dejana Stefanović   | Valerenga IF        |
| 21            | Vlag van Verenigde Staten | Madison Haley       | Sydney FC           |
| ?             | Vlag van Engeland         | Fran Kirby          | Chelsea FC          |
| Aanvallers    |                           |                     |                     |
| 8             | Vlag van Duitsland        | Pauline Bremer      | VfL Wolfsburg       |
| 9             | Vlag van Zuid-Korea       | Lee Geum-Min        | Manchester City     |
| 10            | Vlag van Zweden           | Julia Zigiotti Olme | BK Häcken           |
| 11            | Vlag van Noorwegen        | Elisabeth Terland   | SK Brann Kvinner    |
| 45            | Vlag van Engeland         | Lily Dent           | Jeugd               |
| ?             | Vlag van Japan            | Kiko Seike          | Urawa Red Diamonds  |

## Bekende (oud-)speelsters

### Speelsters
- Maxime Bennink
- Nicky Evrard
- Inessa Kaagman
- Danique Kerkdijk
- Amanda Nildén
- Alessia Russo
- Maya Le Tissier
- Nadine Noordam